# Deryck Cooke
Deryck Cooke, född 1919, död 1976, var en engelsk musikforskare.
Cooke var utbildad i Cambridge och var länge verksam vid BBC:s musikavdelning. Cooke är främst känd som mannen som skapade en uppförandeversion av Gustav Mahlers ofullbordade tionde symfoni, något han inte såg som ett fullbordande av verket men väl en realisering av Mahlers avsikter på det stadium då arbetet avbröts (en tidpunkt som nog bör förläggas till september 1910 snarare än till Mahlers sista sjukdom våren 1911). Arbetet byggde på ingående studier av Mahlers instrumentationsteknik och melodik. Efter starkt initialt motstånd har verket blivit en accepterad del av Mahlers symfoniska kanon (det finns numera flera versioner av verket från olika tonsättare) och en förebild för flera liknande projekt.